# Afraid of Heights
Afraid of Heights ist das fünfte Studioalbum der kanadischen Alternative-Rock-Band Billy Talent. Es wurde am 29. Juli 2016 veröffentlicht und ist das erste Album der Band seit Dead Silence aus dem Jahr 2012.

## Hintergrund
Am 5. Januar 2016 postete die Band ein Foto eines Kondensatormikrofons auf ihrer Facebookseite, mit Bildtitel „It begins“, englisch für „Es beginnt“. Das kündigte den Beginn der Aufnahme des Albums an. 10 Tage später verkündete Schlagzeuger Aaron Solowoniuk, das es ihm nicht möglich sei, die Aufnahmen fortzusetzen. Aufgrund des Fortschreiten seiner Erkrankung an Multipler Sklerose war er nicht mehr in der nötigen körperlichen Verfassung. So sprang Jordan Hastings, der Schlagzeuger von Alexisonfire und Say Yes, für ihn ein. Solowoniuk blieb der Band aber erhalten. Er begleitete sowohl den Produktionsprozess als auch die nachfolgenden Tourneen, wo er je nach gesundheitlicher Verfassung für einige Songs einsprang. Solowoniuk ist auf der Special Edition des Albums beim Song Leave Them All Behind (Demo Version) zu hören.
Das Album erschien am 29. Juli 2016 über Warner Music Canada.

## Musikstil und Texte
Textlich ist das Album kämpferisch geworden. Die Texte handeln vom Überwinden von Ängsten und Veränderungen, auch natürlich unter dem Eindruck von Solowoniuks Kampf gegen seine Erkrankung. Die Texte sind politischer als auf den Vorgängeralben und handeln von der US-amerikanischen Waffen-Lobby und Großkonzernen  sowie von US-amerikanischer Politik wie der von Donald Trump. Aber auch auf die aktuelle Krise der Rockmusik wird eingegangen. Zusätzlich verwendet die Band Humor und Selbstironie in ihren Texten. Musikalisch dagegen ist das Album im typischen Billy-Talent-Stil gehalten. Bei Horses & Chariots wurde jedoch mit einem Klavier beziehungsweise einem Synthesizer experimentiert.

## Titelliste
Alle Titel wurden von Ben Kowalewicz und Ian D’Sa geschrieben.

### Standardversion
1. Big Red Gun – 3:17
2. Afraid of Heights – 3:45
3. Ghost Ship of Cannibal Rats – 3:39
4. Louder than the DJ – 3:21
5. The Crutch – 4:15
6. Rabbit Down the Hole – 6:03
7. Time-Bomb Ticking Away – 3:22
8. Leave Them All Behind – 4:53
9. Horses & Chariots – 3:35
10. This Is Our War – 4:02
11. February Winds – 4:19
12. Afraid of Heights (Reprise) – 4:23

### Japanese Edition
13. Half Past Dead – 3:28

### Deluxe Edition (Bonus-CD)
1. Big Red Gun (Demo Version) – 3:17
2. Afraid of Heights (Demo Version) – 3:45
3. Ghost Ship of Cannibal Rats (Demo Version) – 3:39
4. Louder than the DJ (Demo Version) – 3:21
5. The Crutch (Demo Version) – 4:15
6. Time-Bomb Ticking Away (Demo Version) – 3:22
7. Leave Them All Behind (Demo Version) – 4:53
8. Afraid of Heights (Reprise) (Demo Version) – 4:23

## Rezeption

### Rezensionen
Die Reaktion von Yan Vogel auf Laut.de fiel etwas verhalten aus: „Die Tage der großen Hits sind jedoch wohl gezählt. (…) Afraid Of Heights wirkt nicht so aus einem Guss wie III vor sieben Jahren, und bietet auch keine düstere Grundierung wie auf Dead Silence. Billy Talent probieren einiges aus, strecken sich in sämtliche Richtungen, nehmen Klischees in Kauf und treffen ein paar Mal ins Schwarze. Hate it or love it.“
Auf Deutschlandfunk Kultur schrieb Marcel Anders, der entgegen der von anderen veröffentlichten Meinung durchaus modernere Einflüsse sieht: „Weil kritische Inhalte eine entsprechende musikalische Verpackung brauchen, klingt „Afraid Of Heights“ eine ganze Spur härter und aggressiver als seine Vorgänger. Was nicht nur durchgetretenes Gaspedal sowie Metal- und Punkanleihen bedeutet, sondern auch handwerkliches Können, Spielwitz und Experimentiergeist. So weisen einige Stücke akustische Töne, Streicher und sogar elektronische Momente auf. Ein Adrenalinkick mit differenzierten Zwischentönen – und das i-Tüpfelchen auf einem äußerst gelungenen Album.“
Julia Strücker schrieb im Online-Magazin MoreCore.de: „Fans der frühen Alben werden vielleicht etwas brauchen, das Album zu mögen. Mit Sicherheit werden sie aber auch verstehen, dass BILLY TALENT mit ihrem Stil ihre Sparte gefunden haben und können bestätigen, dass es sich bei AFRAID OF HEIGHTS um ein solides, salonfähiges Alternative-Rock-Album handelt, was es wert ist, Gehör geschenkt zu bekommen. Höhenangst brauchen die Jungs aber gewiss nicht mehr haben.“

### Charts und Chartplatzierungen
| ChartsChartplatzierungen     | Höchstplatzierung | Wochen |
| ---------------------------- | ----------------- | ------ |
| Deutschland (GfK)            | 1 (14 Wo.)        | 14     |
| Kanada (MC)                  | 1 (4 Wo.)         | 4      |
| Österreich (Ö3)              | 1 (10 Wo.)        | 10     |
| Schweiz (IFPI)               | 1 (20 Wo.)        | 20     |
| Vereinigtes Königreich (OCC) | 23 (1 Wo.)        | 1      |

| ChartsJahrescharts (2016) | Platzierung |
| ------------------------- | ----------- |
| Deutschland (GfK)         | 66          |

### Auszeichnungen für Musikverkäufe
| Land/Region | Auszeichnungen für Musikverkäufe (Land/Region, Auszeichnung, Verkäufe) | Verkäufe |
| ----------- | ---------------------------------------------------------------------- | -------- |
| Kanada (MC) | Platin                                                                 | 80.000   |
| Insgesamt   | 1× Platin ·                                                            | 80.000   |